# Peter Poreku Dery
Peter Porekuu Dery (10 de maig de 1918 - 6 de març de 2008), originalment Porekuu Der, va ser un prelat ghanès de l'Església Catòlica que va exercir com a arquebisbe de Tamale de 1974 a 1994, i va ser elevat al rang de cardenal el 2006. Va ser bisbe de Wa de 1960 a 1974.
La causa de la seva canonització va començar a mitjans de 2013 i ara se'l coneix com a Servent de Déu.

## Biografia

### Educació i inicis de carrera professional
Porekuu Der va néixer el 1918 a Zimuopare, a la parròquia de Ko, el quart de deu fills nascuts de Theodore Porekuu i Agnes Zoore a casa del seu oncle Ngmankurinaa. El seu naixement va seguir de prop la mort del seu germà gran immediat. El poble de parla dagaare del nord-oest de Ghana i del sud de Burkina Faso creu que un nen que neix poc després de la mort del seu germà gran immediat és la reencarnació del germà difunt i se li dóna el nom addicional "Der" per demostrar-ho, una pràctica que van adoptar els seus pares pagans.
Es va convertir al catolicisme romà i va ser batejat juntament amb deu persones més a Jirapa el 24 de desembre de 1932. Després va canviar el seu nom de "Der" a "Dery" i va prendre el nom de "Pere" en honor de Sant Pere. Després va ser enviat a Jirapa per convertir-se en catequista, per tal que pogués tornar al seu poble per ensenyar la fe catòlica a la seva gent.
Porekuu va estudiar per al sacerdoci a Navrongo de 1934 a 1939 i després va estudiar filosofia i teologia al Seminari de Sant Víctor a Wiagha. Va rebre la seva ordenació sacerdotal a l'església de Santa Teresa de Nandom de mans del bisbe Gérard Bertrand l'11 de febrer de 1951. Va obtenir un diploma en estudis socials al col·legi de Sant Francesc Xavier d'Antigonish, al Canadà , el 1958 i el seu doctorat en teologia a l'Institut Catequètic Internacional "Lumen vitae" de Brussel·les, Bèlgica , ajudat per una beca dels Cavallers de Colom, el 1957. Va tornar a Ghana el 1959 i va servir com a vicari parroquial a Nandom i després va servir com a vicari general de l'arxidiòcesi de Tamale fins al 1960.

### Bisbe

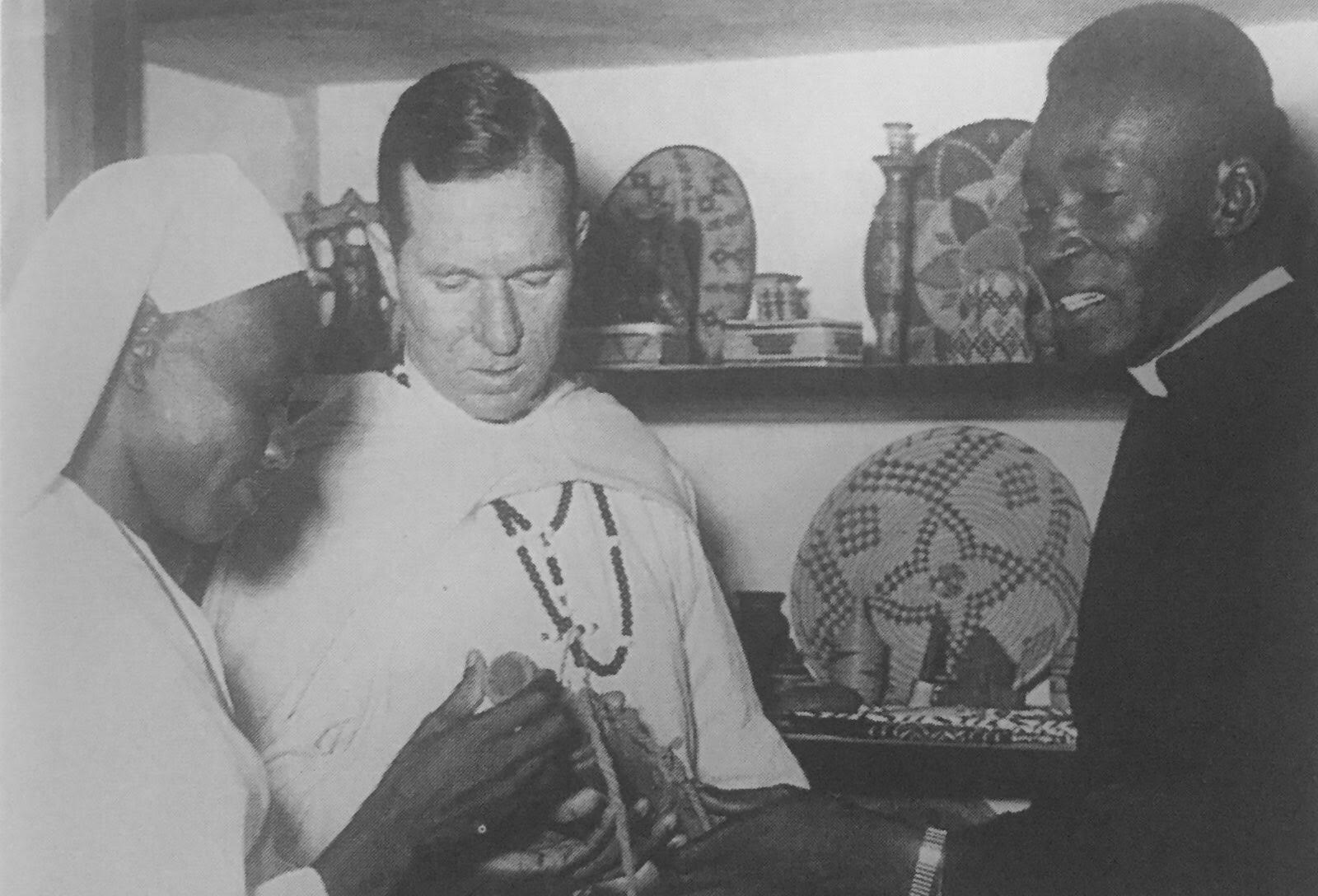
Al generalat dels Missioners d'Àfrica a Roma, la vigília de la seva consagració episcopal el 1960. Al seu costat hi havia una monja ghanesa i el sacerdot John McNulty, que va ser l'iniciador del moviment de les cooperatives de crèdit a l'Àfrica..

El Papa Joan XXIII va erigir la diòcesi de Wa el 3 de novembre de 1959 i el 16 de març de 1960 va nomenar Porekuu com a primer bisbe. Va rebre la seva consagració episcopal a la basílica de Sant Pere el 8 de maig de mans del Papa Joan, amb els bisbes Napoléon-Alexandre Labrie i Fulton Sheen com a co-consagradors . Porekuu va ser instal·lat el 10 de juny. Va sol·licitar permís a les autoritats eclesials competents de Roma per traduir la missa al dagaare i fer-la cantar amb melodies locals amb instruments musicals locals ; havent rebut el permís, va compondre la primera missa en dagaare, una fita en l'"africanització" de l'Església ghanesa.
Porekuu va assistir al Concili Vaticà II i es va centrar en la participació dels fidels, així com en l'educació i la promoció de les vocacions durant el seu mandat. A Wa va ser recordat per conduir un cotxe Datsun amb queviures des de Wa fins a Accra per carreteres terribles, per poder reunir-se amb les famílies dels seus antics feligresos i distribuir menjar a la gent.
Va ser nomenat administrador apostòlic de Tamale el 1972 i després nomenat bisbe el 18 de novembre de 1974. Va ser el primer a ocupar aquest càrrec que no pertanyia a un orde religiós; els seus predecessors havien estat tots membres dels Pares Blancs.  ref>«Archdiocese of Tamale, Ghana 🇬🇭».</ref> Quan Tamale va ser ascendit a l'estatus d'arxidiòcesi metropolitana el 30 de maig de 1977, va ser nomenat arquebisbe.
De 1982 a 1988, va exercir com a president de la Conferència Episcopal Ghanesa. Porekuu va assistir al Sínode de Bisbes que el Papa Joan Pau II va convocar del 24 de novembre al 8 de desembre de 1985, on cada país tenia un únic representant, cosa que permetia al món en desenvolupament tenir una veu forta. Va parlar als seus col·legues de la necessitat d'"enculturació", és a dir, "el procés d'adaptació del catolicisme a les tradicions indígenes". Va dir: "La Santa Seu hauria de deixar prou marge i mantenir el procés d'inculturació per permetre que les joves esglésies creixin fins a la plena maduresa assumint la seva pròpia identitat cultural en assumptes de vida i culte" Va assistir a un sínode similar a l'octubre de 1987.
Porekuu també va exercir dos mandats al Consell Pontifici per als Laics durant els pontificats de Pau VI i Joan Pau II. Va presentar la seva dimissió com a arquebisbe en arribar a l'edat de jubilació el 1993. Primer li van dir que continuaria sent arquebisbe mentre s'identificava un successor; poc després que Porekuu patís un ictus, el seu successor va ser nomenat el 26 de març de 1994.
En una visita a Ghana el 1996, el teòleg Stephen Bevans va informar que va assistir a una cerimònia a la catedral de Tamale "plena de música i dansa de la manera que només els africans poden celebrar", amb "l'arquebisbe Peter Poreku Dary, que ja era gran, ballant al voltant de l'altar mentre l'encensava en preparació per als ofrenes".

### Cardenal
El papa Benet XVI va crear Porekuu el cardenal diaca de Sant'Elena fuori Porta Prenestina el 26 de març de 2006.
Porekuu anava en cadira de rodes i el van aixecar fins a l'estrada perquè el papa Benet XVI li donés l'anell.

### Mort i funeral
Porekuu va morir mentre dormia a la seva residència de Tamale el 6 de març de 2008. Havia estat postrat al llit durant els últims set mesos de la seva vida després de lesionar-se un maluc en una caiguda el 2007. Després d'una vetlla el 31 de març al Jubilee Park, el cardenal Peter Turkson va presidir el seu funeral l'1 d'abril. El president de Ghana, John Kufuor, i el vicepresident Aliu Mahama hi van assistir, juntament amb l'arquebisbe Peter Akwasi Sarpong de Kumasi, que va oferir el sermó, i Felix Owusu-Adjapong, líder de la majoria al parlament, va pronunciar un homenatge en nom del govern.

## Reconeixements
Porekuu va rebre diversos premis i reconeixements durant la seva vida:
- Gran Medalla (divisió civil) – atorgada el 13 de gener de 1974.
- Doctor honoris causa en Dret (del seu antic col·legi al Canadà)
- Orde de l'Estrella de Ghana – atorgada el 2007.

## Beatificació
El juny de 2013, en una missa commemorativa celebrada a Tamale, es va anunciar que la causa de beatificació s'iniciaria amb la sol·licitud formal presentada a la Congregació per a les Causes dels Sants el 15 de juny de 2013. El "nihil obstat" (sense objeccions) es va declarar el 13 de juliol de 2013, cosa que va permetre que Porekuu fos titulat Servent de Déu. El procés diocesà va començar el 9 de maig de 2015 a Tamale i es va encarregar de reunir documentació sobre la seva vida i obres, així com recollir testimonis d'aquells que coneixien el difunt cardenal. A juny de 2016, un total de 45 persones havien estat entrevistades com a part del procés. Es van escoltar testimonis a Tamale i Damongo, així com a Yendi i Navrongo-Bolgatanga, i les successives sessions es van escoltar a Wa.
L'actual postulador d'aquesta causa és el Dr. Waldery Hilgeman.